# Medizinische Akademie Łódź

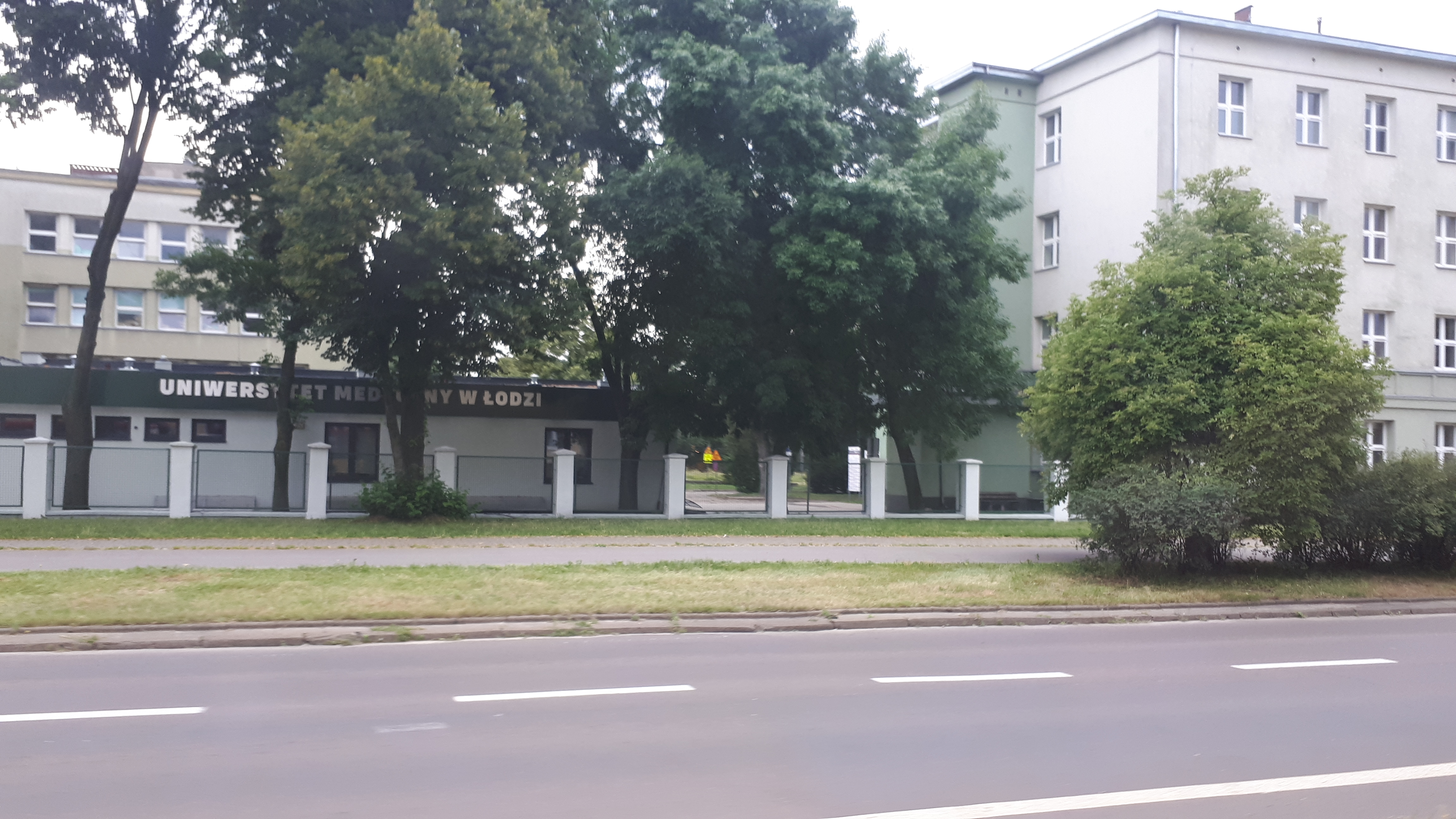
Medizinische Akademie Łódź (2020)

Die Medizinische Akademie Łódź (polnisch Akademia Medyczna w Łodzi) war eine Hochschule für Medizin in der polnischen Stadt Łódź.
Die Medizinische Akademie Łódź wurde am 1. Januar 1950 durch den Beschluss der Polnischen Regierung vom 24. Oktober 1949 gegründet, mit den Studienfächern Humanmedizin, Zahnmedizin und Pharmazie. Die Medizinische Akademie Łódź war bis zum 27. Juli 2002 eine selbständige medizinische Forschungs- und Lehreinheit in der Hochschullandschaft der Stadt Łódź, die 15.517 Ärzte, 6103 Zahnärzte und 5350 Pharmazeuten ausgebildet hat.
Durch die Zusammenlegung der Medizinischen Akademie Łódź mit der Militärmedizinischen Akademie Łódź entstand am 1. Oktober 2002 die Medizinische Universität Łódź.